# Gabriel Visner
Gabriel Visner, pseudonyme-anagramme de Gabriel Sirven, 1846-1909, est un journaliste et écrivain français. Il a utilisé le pseudonyme Lé Ramounet.

## Lé Gril
Lé Gril : gazetto senmanalo dé la léngo patouèso paraît en 1891 à Toulouse, dirigé par  Gabriel Visner et Auguste Fourès. Le journal est rapidement un succès. Il atteint le tirage de 10 000 exemplaires. Les chroniques portent sur le théâtre, la politique. Il publie des contes, des poèmes, des feuilletons, tous en occitan. Hebdomadaire, il passe bimensuel en 1894. En 1898, il fusionne avec la Terro d'Oc.

## Œuvres
- Dictiounairi moundi... Dictionnaire de la langue toulousaine... contenant les mots les plus éloignés du français... augmenté du virement des mots anciens aux typiques dires d'aujourd'hui, par G. Visner, Dictionnaire de la langue toulousaine ([Reproduction en fac-similé]) / Jean Doujat, Laffitte (Marseille)
- Dictiounari moundi de Jean Doujat de là oun soun enginats principalomen les mouts les plus escarriés an l'esplicaciu franceso. Empéoutad del biradis des mots ancièns as tipiques dires d'aouèi per G. Visner, Paris/Toulouse, A. Picard/ Bibliothèque toulousaine, 1895-1897
- La Litsou de patouès : peço en un atté jougado al téatré del Garrebou, Lé Gril, 1891 lire en ligne sur Gallica
- J.-B. Noulet è soun obro dé bulgarisaciou patouèso: estudi pensat é dé primo escriout en moundi, birat apèi en francés, Dupuy, 1894
- Lé ramel païsan del parla moundi: cants caousits, Lé Gril, 1892
- Lé Mescladis moundi tradicious, rébiscolos, countés è cants abarréjads, Bureau del journal Lé Gril, 1895